# Hamartyna
Hamartyna – białko człowieka kodowane przez gen TSC1 w locus 9q34. Gen TSC1 człowieka odpowiada genowi Tsc1 u zwierząt, który powszechnie występuje u ssaków i innych eukariontów. Gen TSC1 liczy 55 kilopar zasad i zawiera 23 eksony, z czego 21 jest kodujących. Łańcuch polipeptydowy hamartyny zawiera 1164 reszt aminokwasowych, podczas gdy masa cząsteczki tuberyny wynosi 130 kDa.

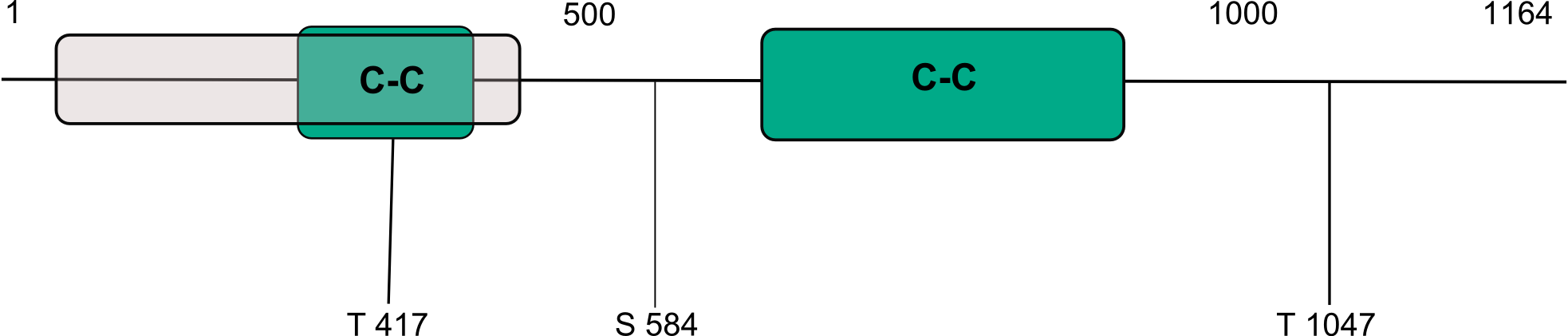
Schematyczne przedstawienie cząsteczki białka hamartyny. W jej obrębie zidentyfikowano dwa regiony o strukturze coiled-coil (C-C), biorące udział w tworzeniu heterodimeru hamartyny z cząsteczką tuberyny. Blisko N-końca znajduje się także region potrzebny do aktywacji białka Rho (Ras-related homolog), zaznaczony tu kolorem szarym. Przypuszczalnie bliżej C-końca, dystalnie od drugiej domeny C-C, znajduje się region wchodzący w interakcję z białkami cytoszkieletu - ezryną, radyksyną i moezyną. Zaznaczono trzy reszty aminokwasowe fosforylowane przez kinazy białkowe: serynową S584 i treoninowe T417 i T1047, będące substratami cyklinozaleznej kinazy D (CDK1)/ cykliny B.